# João Pedro (labdarúgó, 1992)
João Pedro Geraldino dos Santos Galvão, ismert nevén João Pedro (Ipatinga, 1992. március 9. –) brazil labdarúgó, az angol Hull City játékosa.

## Pályafutása

### Klubcsapatokban

#### Atlético Mineiro
João Pedro, teljes nevén João Pedro Geraldino dos Santos Galvão 1992-ben született a Minas Gerais állambeli Ipatingában, Brazíliában és 2006-ban csatlakozott az egyik legismertebb brazil labdarúgó egyesülethez, az Atlético Mineiro-hoz, az utánpótlásba. 2010. május 23-án az Athletico Paranaense ellen debütált a felnőtt első csapat keretében. Mivel ezt követően teljesítménye stabilan javult, Vanderlei Luxemburgo vezetőedző folyamatosan szerepeltette először csatárként, majd támadó középpályásként.

#### Palermo
2010. augusztus 30-án a Serie A-ban szereplő Palermo bejelentette ötéves szerződtetését. A cseh Sparta Praha elleni 2010–2011-es Európa-liga évad egyik meccsének utolsó perceiben lépett pályára. Az olasz élvonalban 2011. január 17-én mutatkozott be Josip Iličić cseréjeként a második félidőben a Cagliari ellen 1–3-ra elvesztett összecsapáson.
2011 januárjában a portugál Vitória Guimarães kölcsönvette az idény hátralévő részére. Április 4-én azonban fegyelmi okokra hivatkozva visszaküldték Olaszországba, mivel dühösen reagált arra, hogy a Sporting ellen az első félidőben lecserélték.
2011. augusztus 19-én a nyári átigazolási időszakban ismét kölcsönbe adták, ezúttal az uruguayi Peñarol együttesének. Összesen 6 gólt szerzett, ebből kettőt a nagy rivális River Plate ellen 4–0-ra megnyert meccsen, amellyel segítette a klubot, hogy a tabella élére álljon.

#### Santos / Estoril
2012. július 5-én visszatért hazájába és 2014-ig elkötelezte magát a Santos együttesénél. Mivel a 2013-as évadban nem szerepelt az első csapatban, felbontotta kontraktusát és egy évre az Estoril Praiához igazolt. Kilenc alkalommal talált az ellenfelek kapujába, ebből kétszer 2014. március 1-jén a Olhanense elleni 4–0-s hazai győzelem során.

#### Cagliari
2014. augusztus 30-án visszatért a Serie A-ba, körülbelül 1 millió euróért a Cagliari Calcio vásárolta meg Portugáliából. Az üzlet részeként még Matías Cabrera játékjogát is átadták. Első szezonjának végén 38 mérkőzésen tizenháromszor volt eredményes, de a klub kiesett a másodosztályba, majd a 2015–2016-os Serie B idény megnyerését követően azonnal visszajutott. A kiírásban kiemelkedett mesterhármasa a Brescia elleni 6–0-s hazai sikerrel záródó találkozón.
2017 augusztusában 2021-ig hosszabbított szerződést. 2018. május 16-án félévre eltiltották, miután a februári Sassuolo elleni mérkőzés utáni tiltott vízhajtónak számító hidroklorotiazidra tesztje pozitív lett.
2018 novemberében további egy évvel hosszabbított, opcióval a 2023-as idényre is. 2019. december 21-én az Udinese ellen 2–1-re elveszített találkozón betalált, így meglett az 50. találata, amivel az egyesület örök góllövő ranglistájának hetedik helyére lépett előre. Az év végén összesen 18 találatot jegyzett és a bajnokság góllövőinek ötödik pozíciójában végzett, ami addigi legjobb szezonja volt ebből a szempontból.
Miután Radja Nainggolan visszatért az Internazionaléhoz, João Pedro lett a 2020–2021-es csapatkapitány. Novemberben 200. alkalommal lépett pályára a csapat szerelésében. Nagy szerepe volt abban, hogy a gárda végül elkerülte a kiesést és 16 góljával az összetett tizedik helyét szerezte meg a góllövőknél.
2021–2022-ben a Serie A találat jegyzőinek hetedike lett ismételten, viszont a Cagliari kiesett a második vonalba (Serie B) és ő maga pedig nyolc szezon után távozott.

#### Fenerbahçe
2022. július 21-én a török Fenerbahçe igazolta le három évre. Az olasz Sky Sport értesülései szerint 6,5 millió eurót fizettek érte.

#### Grêmio
2023. augusztus 1-jén kölcsönbe került a Grêmio csapatához.

#### Hull City
2024. szeptember 26-án 1+1 évre aláírt az angol Hull City csapatába.

### A válogatottban
Sokszoros brazíliai korosztályos válogatott. Szerepelt a 2009-es dél-amerikai U17-es labdarúgó-bajnokságon és a 2009-es U17-es világbajnokságon is.
2021 elején felmerült a sajtóban, hogy szerepelhet az olasz válogatottban, mivel 2017-ben házasodott össze palermói származású barátnőjével és olasz állampolgárságot kapott. Később két gyermekük született. 2022. január 5-én a FIFA engedélyezte szereplését és Roberto Mancini szövetségi kapitány behívta egy háromnapos edzőtáborba Covercianoba.
2022. március 18-án beválasztották a 2022-es világbajnokság Észak-Macedónia elleni rájátszására. Hat nappal később debütált az utolsó percekben Domenico Berardi cseréjeként. A meccset elveszítették és nem jutottak ki a VB-re.

## Statisztikái

### Klubcsapatokban
2022. május 22-én frissítve.
| Klub                           | Szezon           | Liga             | Liga  | Liga | Nemzeti kupa | Nemzeti kupa | Nemzetközi | Nemzetközi | Egyéb | Egyéb | Összesen | Összesen |
| Klub                           | Szezon           | Bajnokság        | Mérk. | Gól  | Mérk.        | Gól          | Mérk.      | Gól        | Mérk. | Gól   | Mérk.    | Gól      |
| ------------------------------ | ---------------- | ---------------- | ----- | ---- | ------------ | ------------ | ---------- | ---------- | ----- | ----- | -------- | -------- |
| Atlético Mineiro               | 2010             | Série A          | 11    | 0    | —            | —            | 2          | 0          | —     | —     | 13       | 0        |
| Atlético Mineiro               | Összesen         | Összesen         | 11    | 0    | —            | —            | 2          | 0          | —     | —     | 13       | 0        |
| Palermo                        | 2010–11          | Serie A          | 1     | 0    | —            | —            | 3          | 0          | —     | —     | 4        | 0        |
| Palermo                        | Összesen         | Összesen         | 1     | 0    | —            | —            | 3          | 0          | —     | —     | 4        | 0        |
| Vitória Guimarães (kölcsönben) | 2010–11          | Primeira Liga    | 6     | 0    | 1            | 0            | —          | —          | —     | —     | 7        | 0        |
| Vitória Guimarães (kölcsönben) | Összesen         | Összesen         | 6     | 0    | 1            | 0            | —          | —          | —     | —     | 7        | 0        |
| Peñarol (kölcsönben)           | 2011–12          | Uruguayi liga    | 15    | 6    | —            | —            | 8          | 1          | —     | —     | 23       | 7        |
| Peñarol (kölcsönben)           | Összesen         | Összesen         | 15    | 6    | —            | —            | 8          | 1          | —     | —     | 23       | 7        |
| Santos                         | 2012             | Série A          | 10    | 0    | —            | —            | —          | —          | —     | —     | 10       | 0        |
| Santos                         | Összesen         | Összesen         | 10    | 0    | —            | —            | —          | —          | —     | —     | 10       | 0        |
| Estoril                        | 2013–14          | Primeira Liga    | 25    | 8    | 3            | 0            | 10         | 0          | 3     | 1     | 41       | 9        |
| Estoril                        | 2014–15          | Primeira Liga    | 3     | 1    | —            | —            | —          | —          | —     | —     | 3        | 1        |
| Estoril                        | Összesen         | Összesen         | 28    | 9    | 3            | 0            | 10         | 0          | 3     | 1     | 44       | 10       |
| Cagliari                       | 2014–15          | Serie A          | 29    | 5    | 1            | 0            | —          | —          | —     | —     | 30       | 5        |
| Cagliari                       | 2015–16          | Serie B          | 38    | 13   | 3            | 0            | —          | —          | —     | —     | 41       | 13       |
| Cagliari                       | 2016–17          | Serie A          | 22    | 7    | 0            | 0            | —          | —          | —     | —     | 22       | 7        |
| Cagliari                       | 2017–18          | Serie A          | 22    | 5    | 2            | 1            | —          | —          | —     | —     | 24       | 6        |
| Cagliari                       | 2018–19          | Serie A          | 34    | 7    | 2            | 0            | —          | —          | —     | —     | 36       | 7        |
| Cagliari                       | 2019–20          | Serie A          | 36    | 18   | 3            | 1            | —          | —          | —     | —     | 39       | 19       |
| Cagliari                       | 2020–21          | Serie A          | 37    | 16   | 3            | 0            | —          | —          | —     | —     | 40       | 16       |
| Cagliari                       | 2021–22          | Serie A          | 37    | 13   | 2            | 0            | —          | —          | —     | —     | 39       | 13       |
| Cagliari                       | Összesen         | Összesen         | 255   | 84   | 16           | 2            | —          | —          | —     | —     | 271      | 86       |
| Fenerbahçe                     | 2022–23          | Süper Lig        | 1     | 1    | 0            | 0            | 0          | 0          | —     | —     | 0        | 0        |
| Fenerbahçe                     | Összesen         | Összesen         | 1     | 1    | 0            | 0            | 0          | 0          | —     | —     | 0        | 0        |
| Karrier összesen               | Karrier összesen | Karrier összesen | 324   | 96   | 20           | 2            | 23         | 1          | 3     | 1     | 370      | 100      |

### A válogatottban
2022. március 24-én frissítve.
| Nemzeti csapat | Év       | Mérkőzés | Gól |
| -------------- | -------- | -------- | --- |
| Brazília U17   | 2015     | 1        | 0   |
| Összesen       | Összesen | 1        | 0   |
| Olaszország    | 2022     | 1        | 0   |
| Összesen       | Összesen | 1        | 0   |

## Sikerei, díjai

### Klubcsapatokban
Santos
- Recopa Sudamericana: 2012

Cagliari
- Olasz másodosztály (Serie B): 2015–16[39]

Fenerbahçe
- Török kupa (Serie B): 2022–23